# يوشكار-أولا

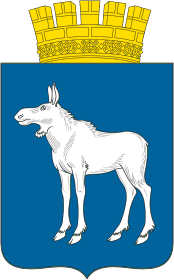

يوشكار-أولا (بالروسية: Йошкар-Ола) هي إحدى مدن روسيا في الكيان الفدرالي الروسي ماري إل.
تقع مدينة يوشكار أولا عاصمة جمهورية ماري ايل الروسية على ضفاف نهرمالايا كوكشاغا (كوكشاغا الصغير) وتبعد عن العاصمة موسكو أكثر من 910 كم. وتعداد نفوسها أكثر من 260 الف نسمة. المدينة مركز صناعي وعلمي وثقافي لجمهورية ماري أيل.
بعد أن تمكن القيصر ايفان الرهيب من اخضاع قازان إلى الدولة الروسية عام 1552 لم تهدأ الامور هناك كما كان يتوقع، بل انتفض سكان هذه المناطق معبرين عن عدم رضاهم من الأوضاع الجديدة. لذلك قرر ايفان الرهيب إرسال المزيد من القوات إلى هذه المناطق لاخماد الانتفاضات فيها. لم تفلح هذه القوات في اخماد الانتفاضات تماما، لذلك تقرر بناء قلعة عسكرية لاقامة القوات الروسية بهدف نشر الهدوء والاستقرار هناك. أصبحت هذه القلعة فيما بعد أساس مدينة يوشكار- أولا الحالية.
أطلق على المدينة الجديدة اسم «تساريوف كوكشايسك» وبقيت خلال فترة طويلة مركزا إداريا وعسكريا للمنطقة. وفي القرن الـ 18 بدأ سكان المدينة باستخدام الحجر في البناء حيث بنيت خمس كنائس منها كنيسة الثالوث الاقدس (1736) وكنيسة القيامة (1759) وغيرهما. كما ظهرت في هذه الفترة أول المؤسسات الصناعية في المدينة. وضعت أول خطة لتطور المدينة عام 1835 صادق عليها الإمبراطور نيقولاي الأول.
بقيت المدينة في القرن العشرين مدينة هادئة فيها عدد من الساحات العامة ومتنزه واعتمد اقتصادها على الزراعة التي كان يمارسها معظم السكان.
في يناير/كانون الثاني عام 1928 غير اسم المدينة إلى «يوشكار- أولا» التي تعني (المدينة الحمراء) بلغة السكان المحليين. وفي عام 1936 أعلن عن تشكيل جمهورية مارييسك السوفيتية ذات الحكم الذاتي وأصبحت المدينة يوشكار- أولا عاصمتها.
خلال الحرب الوطنية العظمى (1941 – 1945) تقرر اجلاء بعض المصانع السوفيتية إلى هذه المدينة النائية. وكان هذا حافزا كبيرا وأساسيا في التطور الصناعي والاجتماعي للمدينة، حيث توسعت المدينة كثيرا وربطت بخطوط الضغط العالي وانبوب الغاز الطبيعي بعد نهاية الحرب. استمر توسع المدينة وتطورها وفي عام 1990 ادرجت ضمن قائمة المدن التاريخية في روسيا.
مدينة يوشكار- أولا اليوم مركز صناعي وتعليمي وثقافي لجمهورية ماري أيل حيث تتمركز فيها المؤسسات الصناعية مثل مصانع بناء الماكينات ومواد البناء والمواد الغذائية.
وفي مجال التعليم توجد في المدينة حوالي 90 مؤسسة تعليمية من بينها جامعة مارييسك الحكومية وجامعة مارييسك التقنية وهناك جامعات اهلية وفروع لجامعات أخرى ومعاهد مهنية متوسطة وثانويات ومدارس للفنون الجميلة وغيرها.
تعمل في المدينة خمسة مسارح منها مسرح مارييسك الوطني ومسرح الاوبرا والباليه ومسرح الدمى وغيرها. كما تعمل خمسة متاحف من بينها المسرح الوطني ومتحف الفنون الجميلة وغيرها، كما هناك غاليري اللوحات الفنية وعدد من النوادي الاجتماعية والثقافية والرياضية وقاعات الحفلات وعدد من المكتبات العامة والمتنزهات والحدائق العامة مثل المتنزه المركزي ومتنزه النصر ومتنزه غاغارين وغيرها، ودور السينما والمنشآت والملاعب الرياضية.
تعكس المعالم المعمارية والأثرية للمدينة المراحل التاريخية لتطور المدينة منذ نشوئها وحتى يومنا هذا. ومن هذه المعالم القديمة جدا المباني الخشبية التي كانت تعود إلى اغنياء المدينة مثل عزبة تشولكوف ومنزل كوريبوف (اواسط القرن الـ19) ومنزل كاريلين (اواسط القرن الـ 18) ومنزل التاجر بتشيلين (1756) وغيرها. وهناك الكنائس القديمة مثل كنيسة القيامة وكنيسة الثالوث الاقدس وكنيسة الصعود وغيرها من مباني القرنين الـ 19 و20.
كما اكتشفت مؤخرا في محيط المدينة خلال الحفريات الأثرية موقع الحصن القديم واثار تعود إلى العصر الحجري الحديث.
من المعالم المعمارية للمدينة أيضا:
- كنيسة الثالوث الاقدس – مبني حجري شيد في عام 1736. المبنى يعكس الفن المعماري الروسي خلال القرن الـ 17. تتكون الكنيسة من طابقين. اغلقت الكنيسة عام 1930 وحول الطابق الأرضي إلى ورشة لتصليح السيارات. اعيد المبنى إلى الكنيسة الأرثوذكسية الروسية عام 1995 ومنذ ذلك الحين تجري عمليات الصيانة والترميمات اللازمة.
- المسجد الجامع - شيد المسجد في نهاية تسعينات القرن الماضي وفيه مقر الإدارة الدينية للمسلمين في الجمهورية ومكتبة ومدرسة صيفية لتعليم الأطفال اسس الدين والثقافة الإسلامية.